# Баранчик Іван Іванович
Іван Іванович Баранчик(1 лютого 1951) — український політик та дипломат. народний депутат України 3-го скликання (1998—2002). Генеральний консул України в Бересті (2007—2012).

## Життєпис
Народився 1 лютого 1951 (с. Чорноголова, Великоберезнянський район, Закарпатська область). 

### Освіта
Закінчив Уманський сільськогосподарський інститут (1978—1983), вчений агроном; кандидатська дисертація «Управління споживчим попитом населення України» (Нац. аграрний університет, 2001).

### Кар'єра
1970—1971 — майстер консервного цеху, Володимирецький крохмало-патоковий комбінат Рівн. область.
1971—1974 — головний інженер Клеванський харчокомбінату Рівненської області.
1974—98 — начальник плодоконсервного цеху, начальник консервного заводу; секр. парткому — заст. голови колгоспу, секр. парткому, голова колгоспу (КСП) ім. Горького Ужгородського району.

## Політична діяльність
З 1998 по 2002 — народний депутат України 3-го скликання, обраний за списками Блоку Соціалістичної партії України та Селянської партії.
З 2007 по 2012 рр. — Генеральний консул України в Бересті.